# Index (semiotiek)
De term index, ook weleens 'symptoom' genoemd, wordt binnen de semiotiek gebruikt om een teken aan te duiden dat een natuurwetenschappelijk, causaal verband onderhoudt met datgene waarnaar het in werkelijkheid verwijst. Het teken verwijst dus naar een bepaalde oorzaak of gevolg van het teken. Voorbeelden hiervan zijn rook als teken voor vuur of bepaalde ziektesymptomen als teken voor een bepaalde ziekte.
De Amerikaanse filosoof C.S. Peirce onderscheidde drie soorten tekens:
- index (het teken staat in een fysische relatie tot hetgeen waarnaar het verwijst)
- icoon (er is gelijkenis tussen teken en werkelijkheid)
- symbool (het verband tussen teken en werkelijkheid is objectief gezien willekeurig en kan enkel bestaan op grond van afspraak/conventie).